# Харківський кооперативний торгово-економічний коледж
Харківський кооперативний торгово-економічний коледж — приватний вищий навчальний заклад І рівня акредитації Укркоопспілки, розташований у місті Харкові.

## Історія

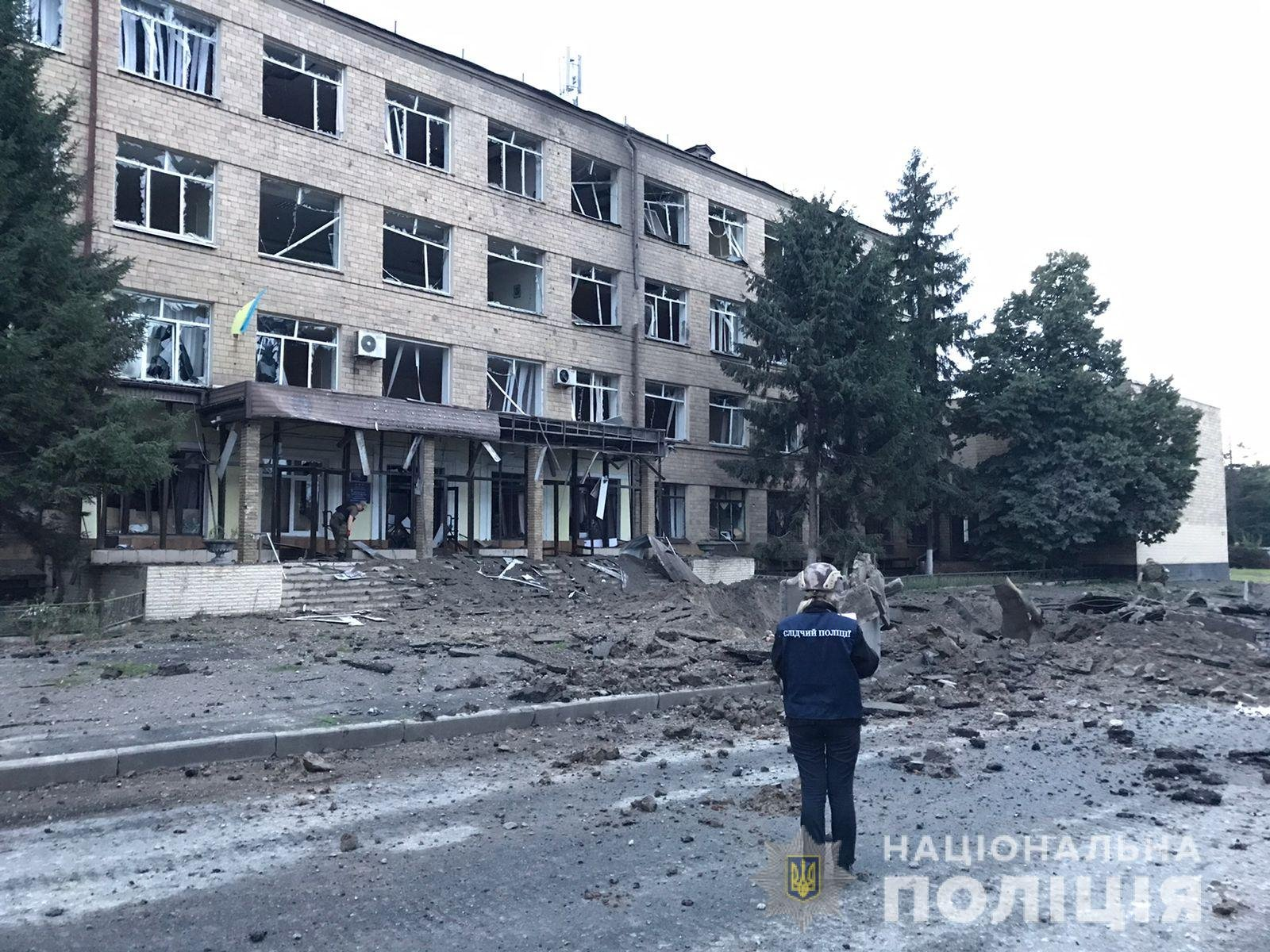
Коледж після російського ракетного удару 13 серпня 2022 року

У 1917 році за ініціативою фундатора споживчої кооперації М. П. Балліна Урядом було прийнято Постанову про створення торговельної школи. У 1963 році школа переросла у Харківський кооперативний технікум, а з 2005 року він був перейменований на кооперативний торгово-економічний коледж.

## Спеціальності
- 071 Облік і оподаткування (Кваліфікація молодший спеціаліст з бухгалтерського обліку)
- 072 Фінанси, банківська справа та страхування, Спеціалізація «Фінанси і кредит» (Кваліфікація молодший спеціаліст з фінансів і кредиту)
- 076 Підприємництво, торгівля та біржова діяльність Спеціалізація «Товарознавство в митній справі» (Кваліфікація 3419 товарознавець)
- 241 Готельно-ресторанна справа, Спеціалізація «Ресторанне обслуговування» (Кваліфікація Адміністратор (господар) залу)
- 242 Туризм (Кваліфікація 3414 фахівець з туристичного обслуговування)
- 181 Харчові технології, Спеціалізація «Виробництво харчової продукції» (Кваліфікація 3570 технік-технолог з технології харчування)

### Професії
- кухар
- кондитер
- продавець

### Форми навчання
- денна
- заочна
- екстернат

Форма навчання — за контрактом.

## Матеріально-технічна база
Навчальний корпус, 5 комп'ютерних класів з підключенням до мережі Інтернет, електронна бібліотека, читальний, актовий та спортивний зали, навчальний торгово-сервісний центр, виробничі лабораторії, лабораторія ресторанного господарства з тренінг-баром, медпункт, кафе.